# ميرجلال قاسموف
ميرجلال قاسيموف (بالأوزبكية: Mirjalol Qosimov)، من مواليد 17 سبتمبر 1970، وهو لاعب كرة قدم أوزبكي سابق، وهو الآن مساعد مدرب نادي ماشال الأوزبكي.
و هو يعتبر من أفضل اللاعبين في تاريخ منتخب أوزباكستان لكرة القدم.

## كأس آسيا 2004
و قد سجل هدف في مرمى منتخب العراق لكرة القدم، وقد سجل هدف في مرمى منتخب تركمانستان لكرة القدم.

## روابط خارجية
- ميرجلال قاسموف على موقع الاتحاد الدولي (مؤرشف)  (الإنجليزية)
- ميرجلال قاسموف على موقع قاعدة بيانات كرة القدم.إي يو (الإنجليزية)
- ميرجلال قاسموف على موقع ناشيونال فوتبول تيمز (الإنجليزية)
- ميرجلال قاسموف على موقع عالم كرة القدم.نت (الإنجليزية)
- ميرجلال قاسموف على موقع كووورة